# Bivolja boba
Bivolja boba (šeferdija, lat. Shepherdia), maleni biljni rod listopadnih i vazdazelenih grmova iz porodice zlolesinovki raširenih po Kanadi i Sjedinjenim državama.
Sastoji se od zasada tri priznate vrste. Thompson Indijanci iz Britanske Kolumbije sakupljali su krajem srpnja bobice vrste Shepherdia canadensis i koristili za hranu, pravili su od nje sok, i sušene spremali za zimu.

## Vrste
1. Shepherdia argentea (Pursh) Nutt.
2. Shepherdia canadensis (L.) Nutt.
3. Shepherdia rotundifolia Parry

## Vanjske poveznice
|  | Zajednički poslužitelj ima još gradiva o temi Shepherdia |
|  | Wikivrste imaju podatke o taksonu Shepherdia             |